# Велешко језеро
Велешко језеро (језеро Младост; мкд. Велешко Езеро, езеро Младост) је вештачко језеро у Северној Македонији. Налази се северно од града Велеса на реци Отавица.
Уз језеро пролази локалан, асфалтиран пут који води од града Велеса до ауто-пута Скопље-Велес У близини се налази и комплекс мотела.
На обали језера се налази густа борова шума, у којој се током лета налазе кампери чији број у јеку сезоне достиже до 2.000 људи.